# شركة فيل بلاس
شركة فيل بلاس (بالإنجليزية: feelplus)‏ ، هي شركة ألعاب فيديو يابانية وتابعة لشركة آيه كيو انترأكتيف، أسست سنة 1992م، وكانت تقع مقرا في العاصمة اليابانية طوكيو حيث يبلغ من موظفيه نحو 70 شخصاً، وأعلن الشركة أنحلالها عام 2010م.